# Torneo WTA de Filadelfia
El Torneo femenino de tenis de Filadelfia (conocido oficialmente como Advanta Championship Philadelphia, Virginia Slims of Philadelphia, Philadelphia Indoor Championship, Avon Championship of Philadelphia y Max-Pac Coffee Classic Philadelphia) fue un torneo profesional de la WTA Tour que se realizó entre 1971 y 2005 en la ciudad de Filadelfia, Estados Unidos. El torneo se jugó en superficie dura entre los años 1971 y 1979 y entre 2003 y 2005, y sobre moqueta entre 1991 y 2000, siempre sobre pista cubierta. El torneo no se disputó en 1972, de 1980 a 1990 y los años 2001 y 2002.
Algunas jugadoras destacadas que ganaron en estas pistas fueron Margaret Court, Chris Evert, Monica Seles, Steffi Graf, Lindsay Davenport y Amélie Mauresmo.

## Campeonas

### Individuales
| Fecha                   | Categoría     | Campeona                | Finalista               | Resultado     |
| ----------------------- | ------------- | ----------------------- | ----------------------- | ------------- |
| 9 de febrero de 1971    |               | Rosemary Casals         | Françoise Durr          | 6-3, 3-6, 6-2 |
| 1972                    | No se disputó | No se disputó           | No se disputó           | No se disputó |
| 2 de abril de 1973      |               | Margaret Court          | Kerry Harris            | 6-1, 6-0      |
| 22 de abril de 1974     |               | Olga Morozova           | Billie Jean King        | 7-6, 6-1      |
| 24 de marzo de 1975     |               | Virginia Wade           | Chris Evert             | 7-5, 6-4      |
| 29 de marzo de 1976     |               | Evonne Goolagong Cawley | Chris Evert             | 6-3, 7-6      |
| 14 de marzo de 1977     |               | Chris Evert             | Martina Navrátilová     | 6-4, 4-6, 6-3 |
| 20 de marzo de 1978     |               | Chris Evert (2)         | Billie Jean King        | 6-0, 6-4      |
| 5 de marzo de 1979      |               | Wendy Turnbull          | Virginia Wade           | 5-7, 6-3, 6-2 |
| 1980-1990               | No se disputó | No se disputó           | No se disputó           | No se disputó |
| 11 de noviembre de 1991 | Tier II       | Monica Seles            | Jennifer Capriati       | 7-5, 6-1      |
| 9 de noviembre de 1992  | Tier II       | Steffi Graf             | Arantxa Sánchez Vicario | 6-3, 3-6, 6-1 |
| 8 de noviembre de 1993  | Tier I        | Conchita Martínez       | Steffi Graf             | 6-3, 6-3      |
| 7 de noviembre de 1994  | Tier I        | Anke Huber              | Mary Pierce             | 6-0, 6-7, 7-5 |
| 6 de noviembre de 1995  | Tier I        | Steffi Graf (2)         | Lori McNeil             | 6-1, 4-6, 6-3 |
| 11 de noviembre de 1996 | Tier II       | Jana Novotná            | Steffi Graf             | 6-4 retired   |
| 10 de noviembre de 1997 | Tier II       | Martina Hingis          | Lindsay Davenport       | 7-5, 6-7, 7-6 |
| 9 de noviembre de 1998  | Tier II       | Steffi Graf (3)         | Lindsay Davenport       | 4-6, 6-3, 6-4 |
| 8 de noviembre de 1999  | Tier II       | Lindsay Davenport       | Martina Hingis          | 6-3, 6-4      |
| 6 de noviembre de 2000  | Tier II       | Lindsay Davenport (2)   | Martina Hingis          | 7-6, 6-4      |
| 2001-2002               | No se disputó | No se disputó           | No se disputó           | No se disputó |
| 27 de octubre de 2003   | Tier II       | Amélie Mauresmo         | Anastasia Myskina       | 5-7, 6-0, 6-2 |
| 1 de noviembre de 2004  | Tier II       | Amélie Mauresmo (2)     | Vera Zvonareva          | 3-6, 6-2, 6-2 |
| 31 de octubre de 2005   | Tier II       | Amélie Mauresmo (3)     | Elena Dementieva        | 7-5, 2-6, 7-5 |

### Dobles
| Fecha                   | Categoría     | Campeona                                 | Finalista                                  | Resultado     |
| ----------------------- | ------------- | ---------------------------------------- | ------------------------------------------ | ------------- |
| 9 de febrero de 1971    |               | Rosemary Casals Billie Jean King         | No se presentaron                          |               |
| 1972                    | No se disputó | No se disputó                            | No se disputó                              | No se disputó |
| 2 de abril de 1973      |               | Margaret Court Lesley Hunt               | Françoise Durr Betty Stöve                 | 6-1, 3-6, 6-2 |
| 22 de abril de 1974     |               | Rosemary Casals (2) Billie Jean King (2) | Kerry Harris Lesley Hunt                   | 6-3, 7-6      |
| 24 de marzo de 1975     |               | Evonne Goolagong Cawley Betty Stöve      | Rosemary Casals Billie Jean King           | 4-6, 6-4, 7-6 |
| 29 de marzo de 1976     |               | Billie Jean King (3) Betty Stöve (2)     | Rosemary Casals Françoise Durr             | 7-6, 6-4      |
| 14 de marzo de 1977     |               | Françoise Durr Virginia Wade             | Martina Navrátilová Betty Stöve            | 6-4, 4-6, 6-4 |
| 20 de marzo de 1978     |               | Kerry Melville Reid Wendy Turnbull       | Françoise Durr Virginia Wade               | 6-3, 7-5      |
| 5 de marzo de 1979      |               | Françoise Durr (2) Betty Stöve (3)       | Renée Richards Virginia Wade               | 6-4, 6-2      |
| 1980-1990               | No se disputó | No se disputó                            | No se disputó                              | No se disputó |
| 11 de noviembre de 1991 | Tier II       | Jana Novotná Larisa Savchenko Neiland    | Mary Joe Fernández Zina Garrison Jackson   | 6-2, 6-4      |
| 9 de noviembre de 1992  | Tier II       | Gigi Fernández Natasha Zvereva           | Conchita Martínez Mary Pierce              | 6-1, 6-3      |
| 8 de noviembre de 1993  | Tier I        | Katrina Adams Manon Bollegraf            | Conchita Martínez Larisa Savchenko Neiland | 6-2, 4-6, 7-6 |
| 7 de noviembre de 1994  | Tier I        | Gigi Fernández (2) Natasha Zvereva (2)   | Gabriela Sabatini Brenda Schultz McCarthy  | 4-6, 6-4, 6-2 |
| 6 de noviembre de 1995  | Tier I        | Lori McNeil Helena Suková                | Meredith McGrath Larisa Savchenko Neiland  | 4-6, 6-3, 6-4 |
| 11 de noviembre de 1996 | Tier II       | Lisa Raymond Rennae Stubbs               | Nicole Arendt Lori McNeil                  | 6-4, 3-6, 6-3 |
| 10 de noviembre de 1997 | Tier II       | Lisa Raymond (2) Rennae Stubbs (2)       | Lindsay Davenport Jana Novotná             | 6-3, 7-5      |
| 9 de noviembre de 1998  | Tier II       | Elena Likhovtseva Ai Sugiyama            | Monica Seles Natasha Zvereva               | 7-5, 4-6, 6-2 |
| 8 de noviembre de 1999  | Tier II       | Lisa Raymond (3) Rennae Stubbs (3)       | Chanda Rubin Sandrine Testud               | 6-1, 7-6      |
| 6 de noviembre de 2000  | Tier II       | Martina Hingis Anna Kournikova           | Lisa Raymond Rennae Stubbs                 | 6-2, 7-5      |
| 2001-2002               | No se disputó | No se disputó                            | No se disputó                              | No se disputó |
| 27 de octubre de 2003   | Tier II       | Martina Navrátilová Lisa Raymond (4)     | Cara Black Rennae Stubbs                   | 6-3, 6-4      |
| 1 de noviembre de 2004  | Tier II       | Alicia Molik Lisa Raymond (5)            | Liezel Huber Corina Morariu                | 7-5, 6-4      |
| 31 de octubre de 2005   | Tier II       | Cara Black Rennae Stubbs (4)             | Lisa Raymond Samantha Stosur               | 6-4, 7-6      |

- Datos: Q2066031